# アントワーヌ＝ルイ・バリー
アントワーヌ＝ルイ・バリー（Antoine-Louis Barye、1795年9月24日 - 1875年6月25日）はフランスの彫刻家である。動物を題材にした彫刻で知られている。

## 経歴
パリで生まれた。14歳から金細工師の徒弟に入った。フランス陸軍に召集されて、1812年ロシア戦役に動員された。工兵隊の司令部に入り、製図やモデリングを学んだ。1814年に退役になり、彫金の仕事に戻った。2年ほど働いた後、彫刻家、フランソワ＝ジョゼフ・ボジオの弟子になり、彫刻を学んだ。ボジオの推薦で、1817年にパリ国立高等美術学校の画家、アントワーヌ＝ジャン・グロの教室で学び、翌年美術学校の展覧会にレリーフ作品を出展し賞を得た。その後、パリのサロンなどに出展するが銅メダルの受賞に留まり、展覧会への出展をしばらくやめて、工芸家、宝石商のジャック・アンリ・フォーコニエ(Jacques Henri Fauconnier)のもとで働いた。この時期にフォーコニエから求められて、パリ植物園付属の動物園で動物を研究し、動物を題材にするようになった。
1831年のパリのサロンに『ワニを襲う虎』を出展、1833年に『蛇を押しつぶすライオン』を出展し、その作品は人気になった。一方で、アカデミックな彫刻家からの反感をもあり、1837年のサロンには落選した。そのため1848年までサロンへの出展をやめた。
1839年に石膏型が完成した「7月革命記念柱」の台座のライオンのレリーフや1854年に制作されたチュイルリー公園のライオンとトラの像も制作した。
1854年に国立自然史博物館のデッサンの教授になり、1868年には芸術アカデミーの会員に選ばれた。
息子のアルフレッド・バリー(Alfred Barye: 1839-1882)も動物彫刻家になった。

## 作品

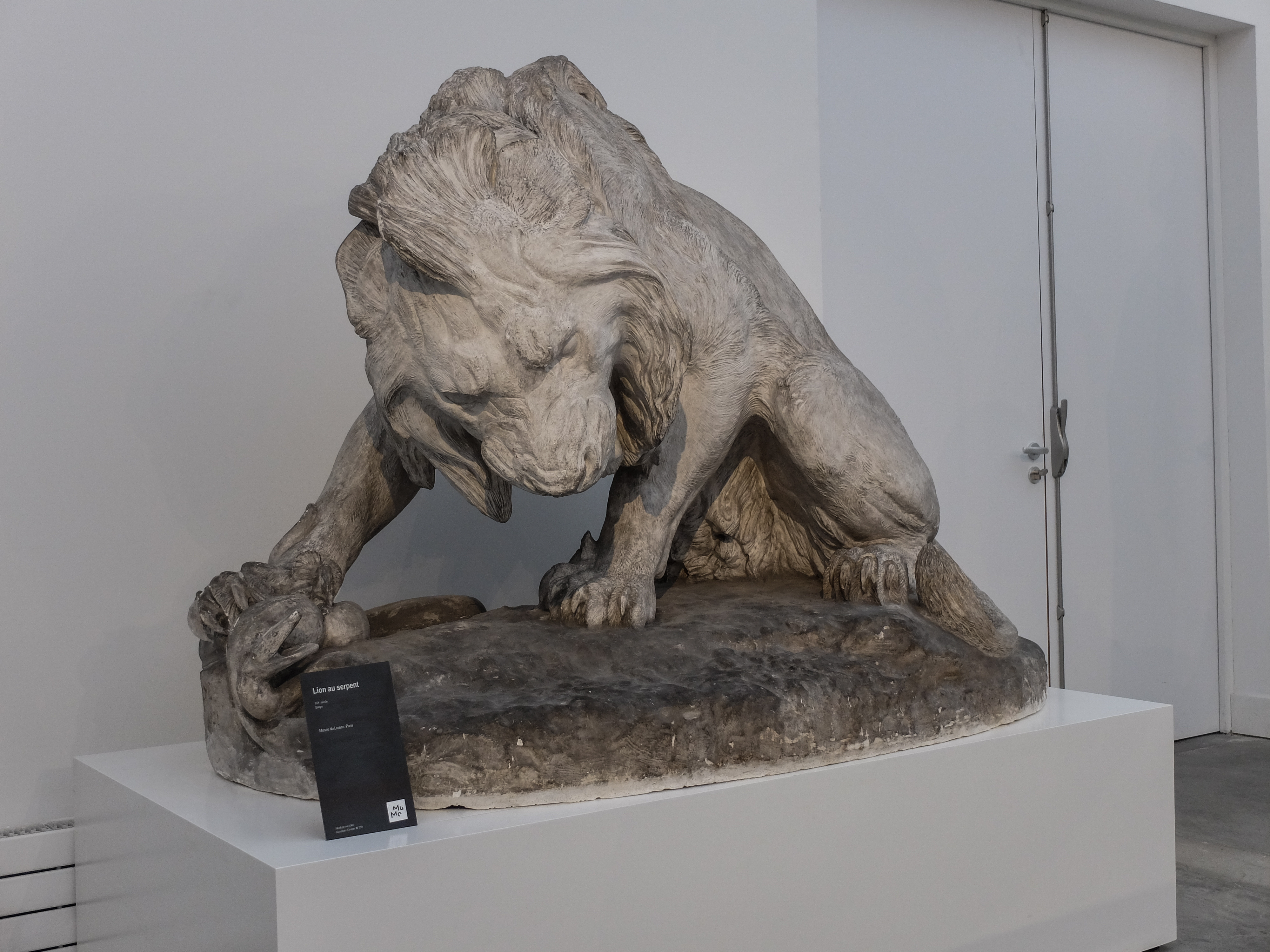
『蛇を押しつぶすライオン』
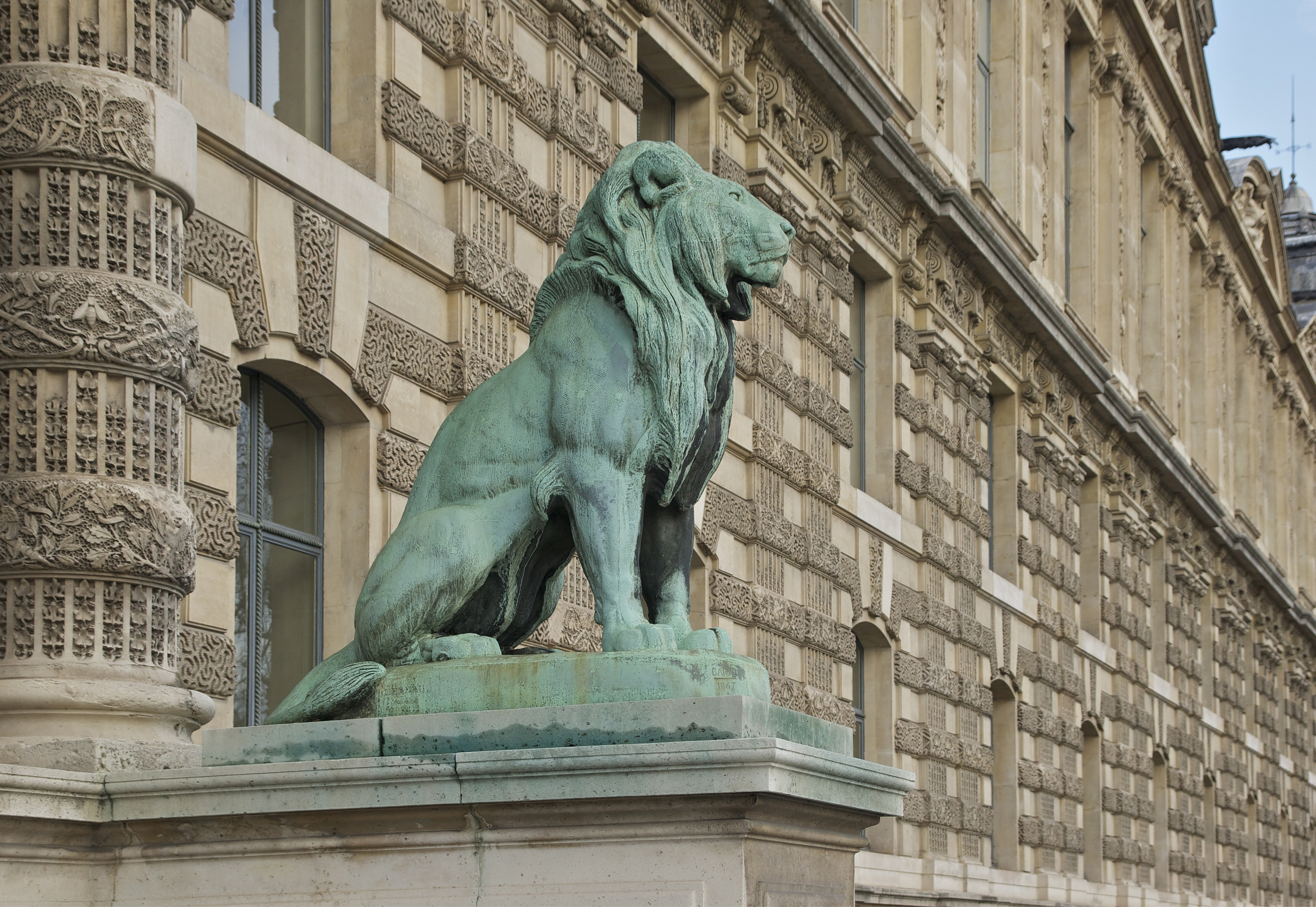
ライオン像（ルーブル美術館）
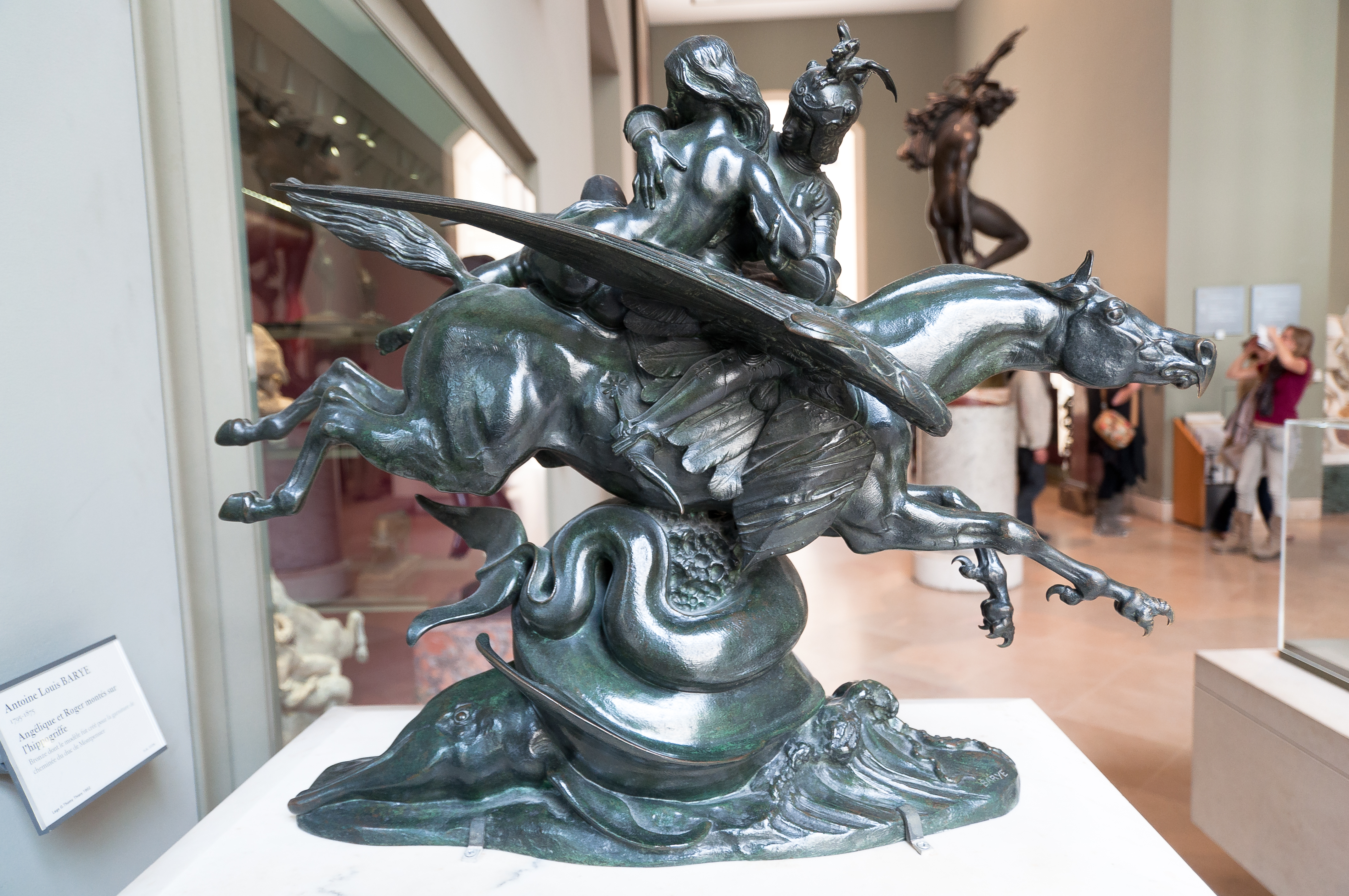
アンジェリカとルッジェーロ
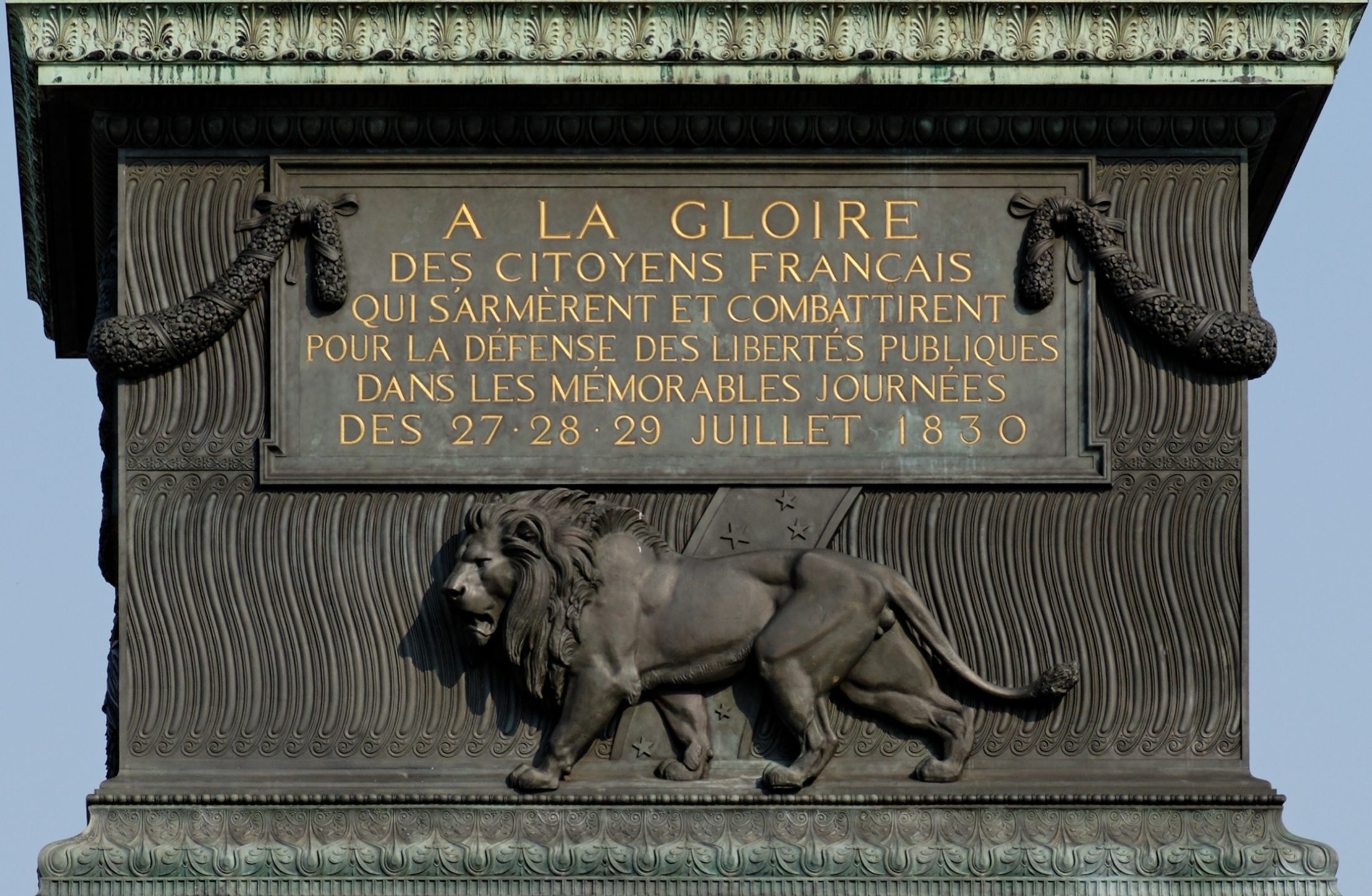
7月革命記念柱の台座レリーフ